# 道 (宇多田ヒカルの曲)
「道」（みち）は、宇多田ヒカルの楽曲。アルバム『Fantome』からの先行配信シングルとして、2016年9月16日にUNIVERSAL MUSICのVirgin Musicよりリリースされた。椎名林檎とのコラボ曲「二時間だけのバカンス」と同時配信。

## 背景、制作
宇多田ヒカルは、2016年4月に「花束を君に」と「真夏の通り雨」をリリースし、音楽活動を再開した。同年8月9日宇多田の8年半ぶり6枚目のオリジナルアルバムのタイトル『Fantome』と、ジャケット写真、収録曲が公開された。その中から、リード曲となる本楽曲「道」が、9月14日よりラジオでオンエアされた。その2日後の9月16日、同月28日に発売される『Fantome』の先行配信シングルとして、同曲がリリースされた。
「道」は、全国FM/AM/短波 民放ラジオ101局による全国パワープレイに決定しており、これは単独アーティストの楽曲としては日本ラジオ史上初となる。
宇多田はリリースに際して、「多分みんな（『Fantome』というアルバムタイトルを聞いて）暗いアルバムができるのかなー？ と思ってるかもしれないから、アルバムの1曲目は明るく『元気です。行きますよー！』って感じでスタート」とコメント。「歌詞的に言いたかったことが言えてるスッキリできる曲です。」と付け加えた。また宇多田は、NHK「SONGS」で糸井重里と対談した際、この曲について「アルバムのメインテーマを担う曲であり、言い残していたことを言い切った曲」と語った。

## 音楽性
「道」は、宇多田自身の手によってプログラミングされた、シャープで吹っ切れたダンス・ポップ。リズムトラックには、ソカやカリプソなどのリズムが用いられている。Real Sound は、同曲について、冒頭のシンセサウンドが、Major Lazer & DJ Snakeの「Lean On (feat. MØ)」を連想させるとし、「今作（『Fantome』）が世界標準の現行ポップ・ミュージックとリンクしたものだと思い知らされる」と付け加えている。また、「宇多田の特徴ともいうべき自身の声を重ね合わせたコーラスワークがBメロ〜サビにかけて存分に発揮されている」とも指摘した。

## 評価
音楽プロデューサー/トラックメイカーのtofubeatsは、「道」について、「ソカやカリプソっぽいビートなのがとても新鮮」とコメント。「こういうリズムで売れた楽曲は日本ではあまりない」とした上で、宇多田がこうしたニッチなリズムに目をつけることで「これまでのJ-POPに無い風を送り込んでいる」と称賛した。
音楽プロデューサーの島野聡は、自身のブログで同曲を分析し、「こんなに先が読めないコード進行は正直初めてかも」「宇多田ヒカルの才能を久々に感じることができてワクワクした」と綴った。
音楽評論家のスージー鈴木は、「2016年は宇多田ヒカルがすべてを持っていった1年」と語り、自身の「年間ベスト10」の1位に本楽曲「道」を選出。同曲について、特にそのサビのメロディに注目し、三音だけで構成された「殺人的高音」の短いフレーズを何度も繰り返す、「実験的ミニマル・ミュージック」だと評価した。

## 披露

### テレビ
- 『SONGSスペシャル宇多田ヒカル〜人間・宇多田ヒカル 今『母』を歌う〜』[9]（2016/09/22、NHK）

### ライブ
宇多田ヒカルの12年ぶりの国内ツアー「Hikaru Utada Laughter in the Dark Tour 2018」で、「あなた」の次の、2曲目に歌唱した。

## チャート成績
「道」は、2016年9月26日付の「Billboard Japan Hot 100」で、ダウンロード16位、ラジオ1位を記録し、総合12位で初登場した。2週目もラジオで1位、ダウンロードでは11位に順位を伸ばし、総合でも10位にランクアップ。アルバム『Fantome』が発売された3週目はダウンロードでの順位を5位に上げ、総合でも5位を獲得した。また当週で、3週連続でラジオエアプレイ回数1位を達成した。その後もダウンロードにおいて高順位を維持、4、5週目は2週連続で3位を保ったのち、6週目でようやく5位に順位を落とした。最終的に同曲は、11週連続でダウンロードランキングTOP20入りを果たした。
年間では、ダウンロード売上において、「花束を君に」「真夏の通り雨」に次ぐ28位を記録した。「Billboard Japan Hot 100」の年間チャートでは66位にランクイン。また、「Billboard Japan Top Radio Songs」では年間4位を獲得した。

## 収録曲
作詞・作曲・編曲:宇多田ヒカル
1. 道

## クレジット
- 宇多田ヒカル：ボーカル、プログラミング
- スティーヴ・フィッツモーリス：レコーディング
- 小森雅仁：ボーカルレコーディング
- アレクシス・スミス、ジョー・ヘンソン：プログラミング補助
- ニック・メイヤー：ギター
- ダレン・ヒーリス：エンジニアリング補助

## チャート
| チャート (2016)              | 最高 順位 |
| ---------------------------- | --------- |
| Billboard Japan Hot 100      | 5         |
| Billboard Japan ダウンロード | 3         |
| Billboard Japan Radio Songs  | 1         |

| チャート (2016)                | 順位 |
| ------------------------------ | ---- |
| Billboard Japan Hot 100        | 66   |
| Billboard Japan ダウンロード   | 28   |
| Billboard Japan Radio Songs    | 4    |
| チャート (2017)                | 順位 |
| Billboard Japan Download Songs | 77   |

## 認定とセールス
| 国/地域                                             | 認定     | 認定/売上数 |
| --------------------------------------------------- | -------- | ----------- |
| 日本 (RIAJ)                                         | プラチナ | 250,000*    |
| * 認定のみに基づく売上数 ^ 認定のみに基づく出荷枚数 |          |             |